# (5094) Seryozha
(5094) Seryozha est un astéroïde de la ceinture principale.

## Description
(5094) Seryozha est un astéroïde de la ceinture principale. Il fut découvert le 20 octobre 1982 à Naoutchnyï par Lioudmila Karatchkina. Il présente une orbite caractérisée par un demi-grand axe de 2,84 UA, une excentricité de 0,09 et une inclinaison de 1,7° par rapport à l'écliptique.

## Compléments